# Campo de' Fiori
Campo de' Fiori è una piazza di Roma, tra via dei Giubbonari e piazza della Cancelleria, ai confini dei rioni Parione e Regola.

## Storia
Fino al Quattrocento la piazza non esisteva in quanto tale, e al suo posto vi era un prato fiorito con alcuni orti coltivati, da cui il nome. Secondo una tradizione inattendibile, la piazza dovrebbe invece il suo nome a Flora (donna amata da Pompeo, il quale aveva costruito nei pressi il suo teatro).
La piazza diede il nome al lungo asse viario noto nel secolo XV come Via Florea che collegava Sant'Angelo in Pescheria con il ponte S. Angelo, passando per le attuali via Portico di Ottavia, via dei Giubbonari (già Via Pelamantelli), Via del Pellegrino e via dei Banchi Vecchi. Lo stesso tragitto da via dei Giubbonari a via del Pellegrino assunse dal secolo XV anche il nome di via Mercatoria.

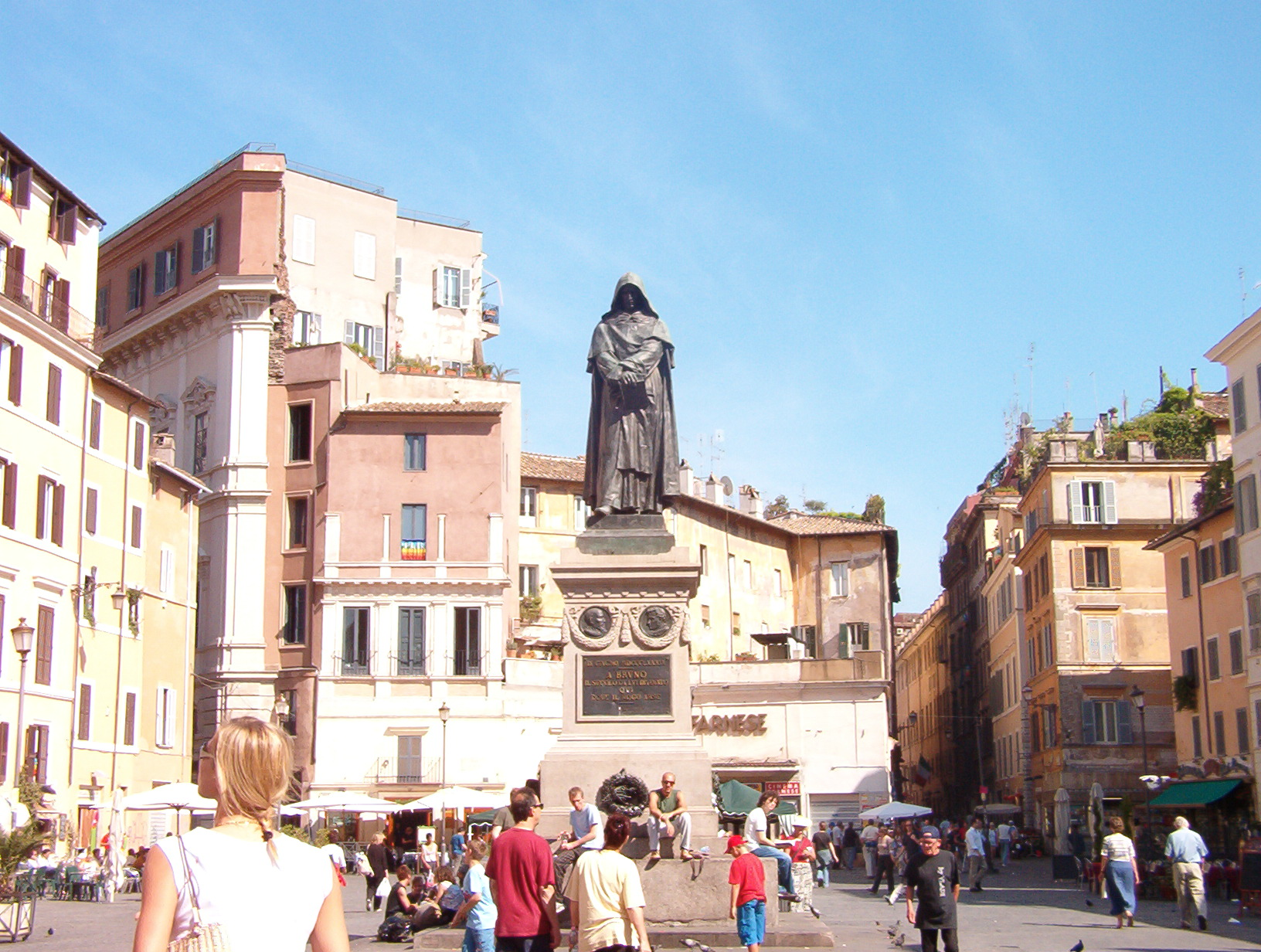
Veduta di Campo de' Fiori con il monumento a Giordano Bruno nel centro. Sullo sfondo il palazzo Orsini Pio Righetti e il cinema Farnese

Già dalla seconda metà del secolo XIII la famiglia Orsini, subentrando in parte ai loro antenati Boboni, acquistò numerosi beni tra cui case con torri e mura merlate che occupavano tutto il lato sud-est della piazza, giacenti in gran parte su suolo che occupava parte dell'area del Teatro di Pompeo e appartenente alla chiesa di Sant'Angelo in Pescheria, in posizione strategica lungo la citata via Florea, tra le attuali Piazza del Biscione e Via dei Giubbonari mediante le strutture fortificate dell'adiacente Torre dell'Arpacata, divenendo la dimora fortificata del ramo degli Orsini de Campoflore o semplicemente de Campo che includeva le linee di Vicovaro e Tagliacozzo. Ancora al principio del Settecento la famiglia Orsini vantava diritti di baronia sulla piazza. Successivamente il corpo principale della residenza degli Orsini con accesso da Piazza del Biscione, fu ceduto nel secolo XV ai Condulmer, per tornare agli Orsini nel secolo XVI, e quindi ai Pio di Savoia che ristrutturarono interamente l'edificio, passato poi ai Righetti e ad altri proprietari.
Posta al confine con il rione Regola, con la progressiva crescita di importanza del luogo sito nei pressi dell'area dei Banchi e lungo l'importante tragitto che conduceva al Vaticano, nel 1456, Papa Callisto III fece lastricare la zona, nell'ambito di un progetto più ampio di risistemazione dell'intero rione Parione, che si protrasse anche per buona parte del secolo XVI con l'apertura e la rettificazione per volontà di Paolo III della trasversale via dei Baullari dalla via Papalis, presso le case della famiglia Massimo, per raggiungere la piazza del Duca o Farnese. Questo rinnovamento fece sì che molti palazzi importanti fossero costruiti in zona tra cui i più importanti nelle immediate vicinanze furono il nuovo palazzo della Cancelleria ed il palazzo della famiglia Farnese. Per questo motivo la piazza divenne un luogo di passaggio obbligato per personalità di spicco quali ambasciatori e cardinali. Ciò portò un certo benessere nella zona: Campo de' Fiori divenne sede di un fiorente mercato dei cavalli che si teneva due volte la settimana (lunedì e sabato), e nei dintorni della piazza sorsero molti alberghi, locande e botteghe di artigiani. La piazza divenne il centro di varie attività sia commerciali sia culturali. All'angolo con via dei Cappellari è ancora visibile la Locanda del Gallo, che fu proprietà di Vannozza Cattanei.

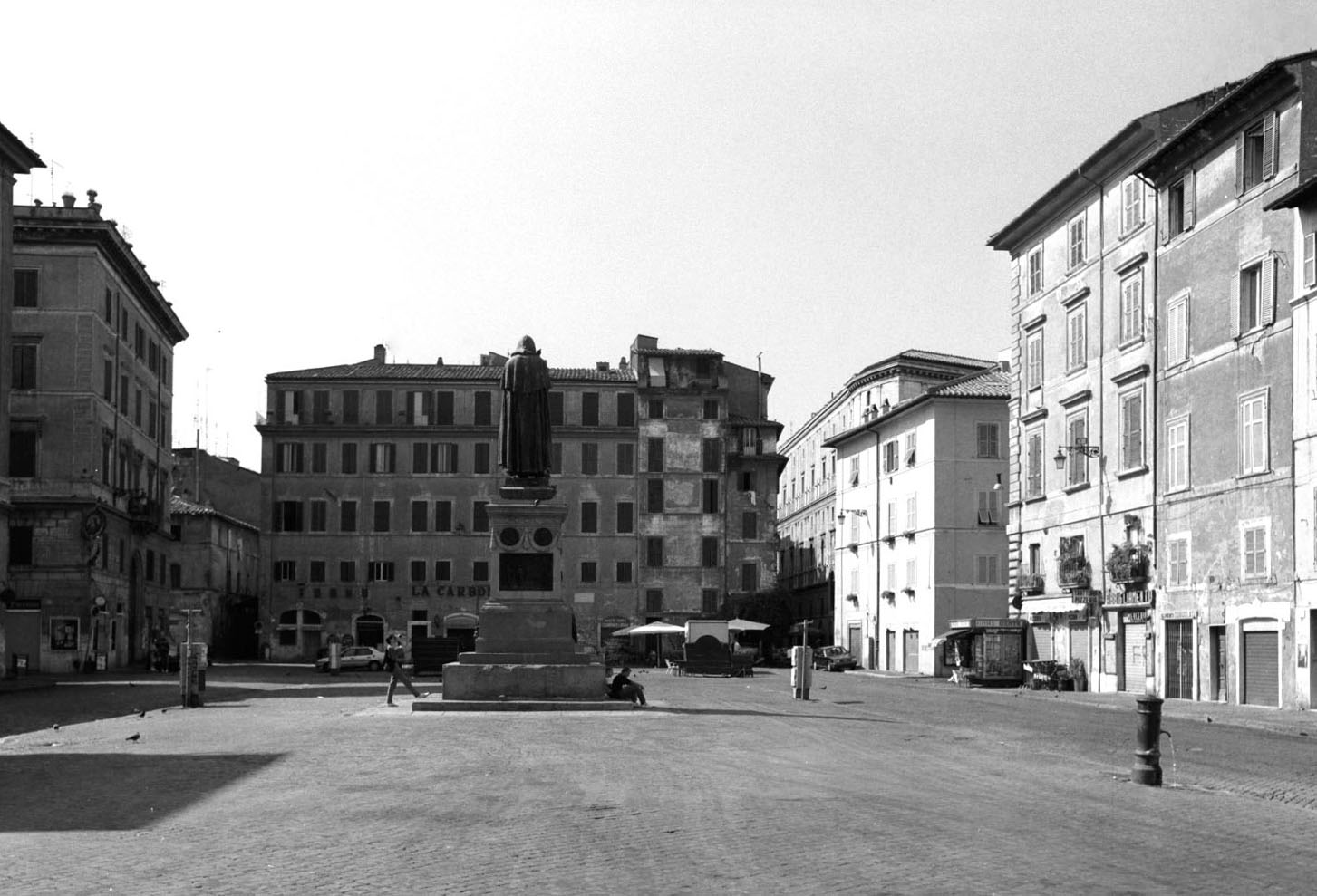
La piazza in un giorno senza mercato

La piazza raggiunse la sua attuale estensione dopo il 1858 quando furono demolite le case esistenti sul lato nord tra via dei Baullari e vicolo del Gallo, spostando nella nuova area recuperata la copia della fontana della Terrina, posta precedentemente al centro della piazza.
In Campo de' Fiori avevano luogo le esecuzioni capitali e le punizioni con tratti di corda. Giovedì 17 febbraio 1600 vi fu arso vivo il filosofo e frate domenicano Giordano Bruno, accusato di eresia. Nel 1876 si costituì un comitato di studenti universitari, ferventi repubblicani, allo scopo di promuovere in ricordo del filosofo nolano la realizzazione di un monumento bronzeo sul luogo stesso del rogo. Al comitato aderirono numerosi intellettuali di ogni parte del mondo quali Walt Whitman, Ernest Renan, Victor Hugo, Silvio Spaventa e Henrik Ibsen Nonostante la forte ostilità del mondo ecclesiastico il monumento a Giordano Bruno, opera dallo scultore Ettore Ferrari, venne inaugurato il 9 giugno 1889.
Dal 1869 la piazza è sede di un vivace e pittoresco mercato, la cui atmosfera popolare è ben resa dal noto film Campo de' fiori del 1943, con Anna Magnani e Aldo Fabrizi.
Campo de' Fiori è l'unica piazza storica di Roma dove non è presente una chiesa.
Campo de' Fiori è divenuto uno dei ritrovi notturni preferiti dai più giovani, sia italiani sia stranieri, grazie alla presenza di molti locali e pub. A causa di episodi di violenza, vandalismo e schiamazzi notturni avvenuti dagli anni '10 di questo secolo, la piazza è spesso presidiata dalla polizia durante le ore notturne.

## Galleria d'immagini

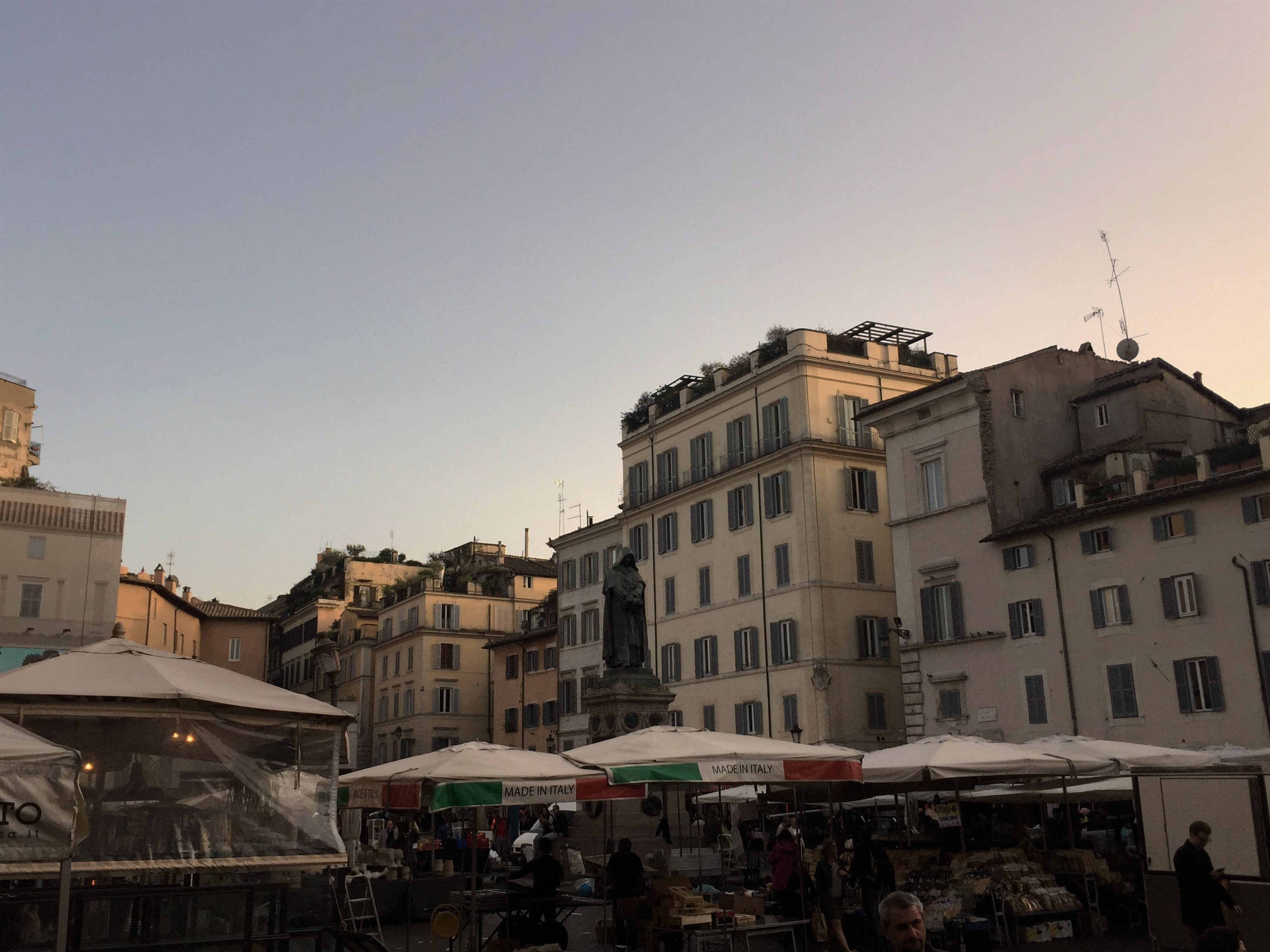
Il mercato di Campo de' Fiori
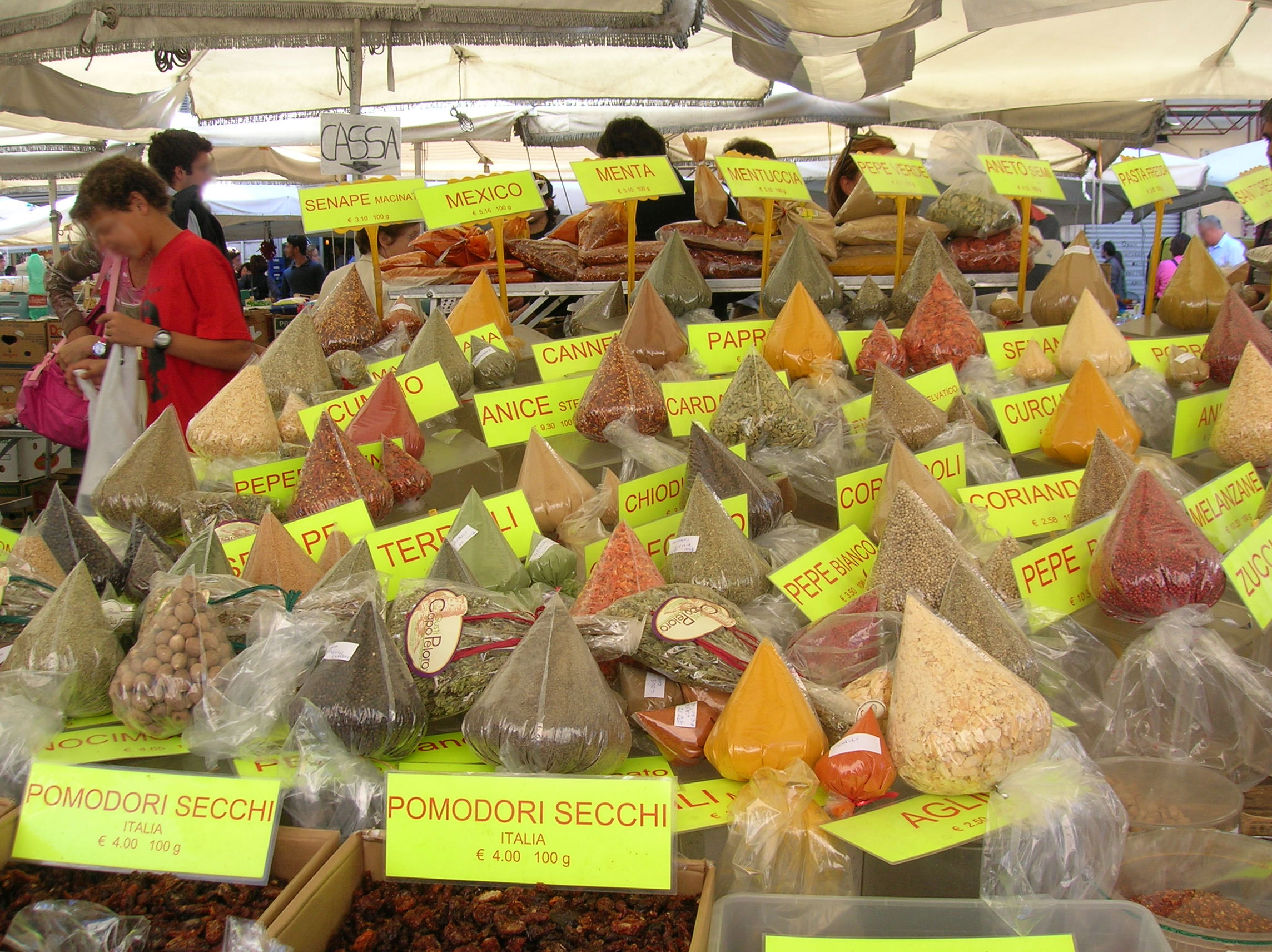
Spezie al mercato
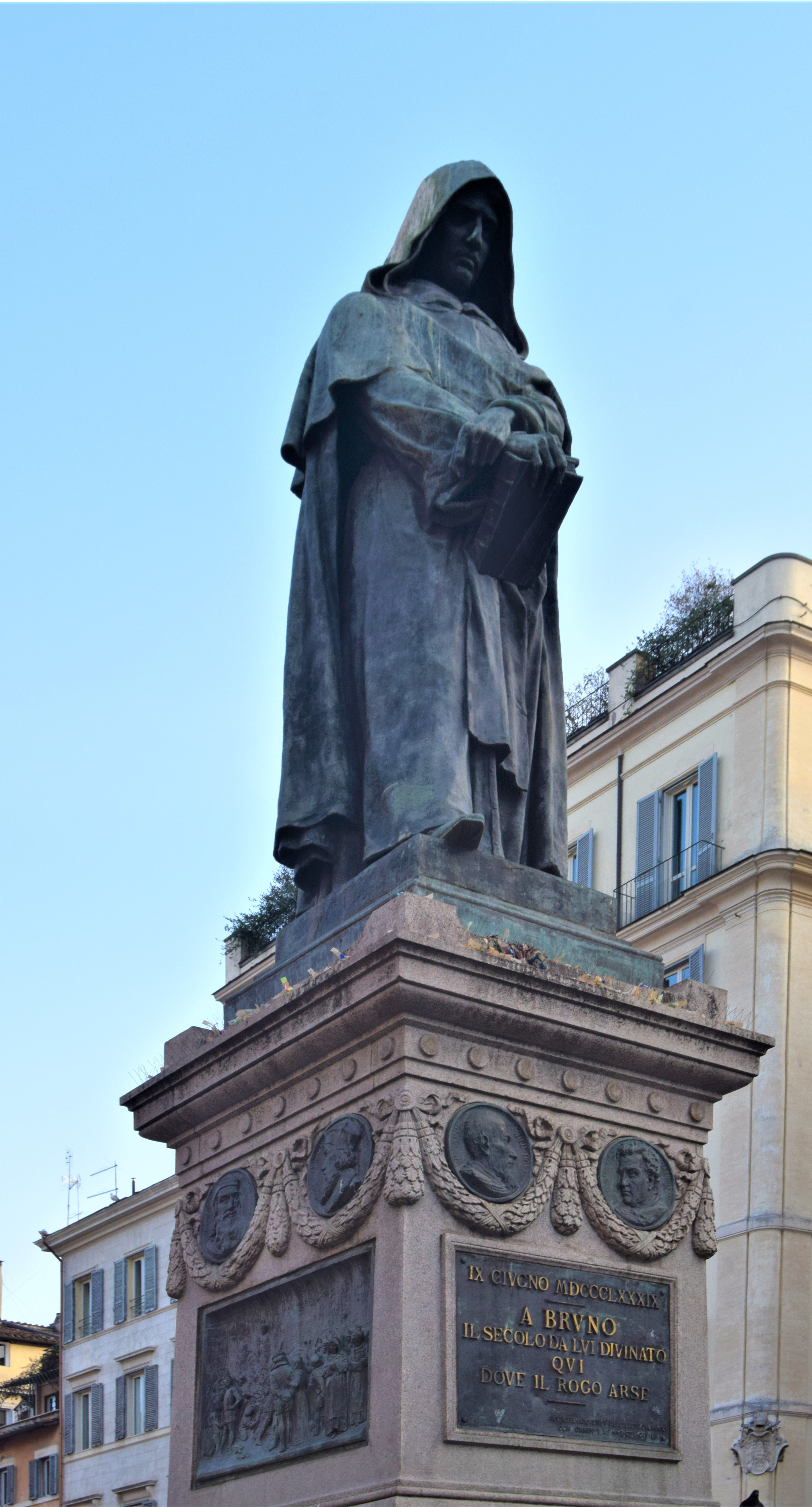
La statua di Giordano Bruno al centro della piazza
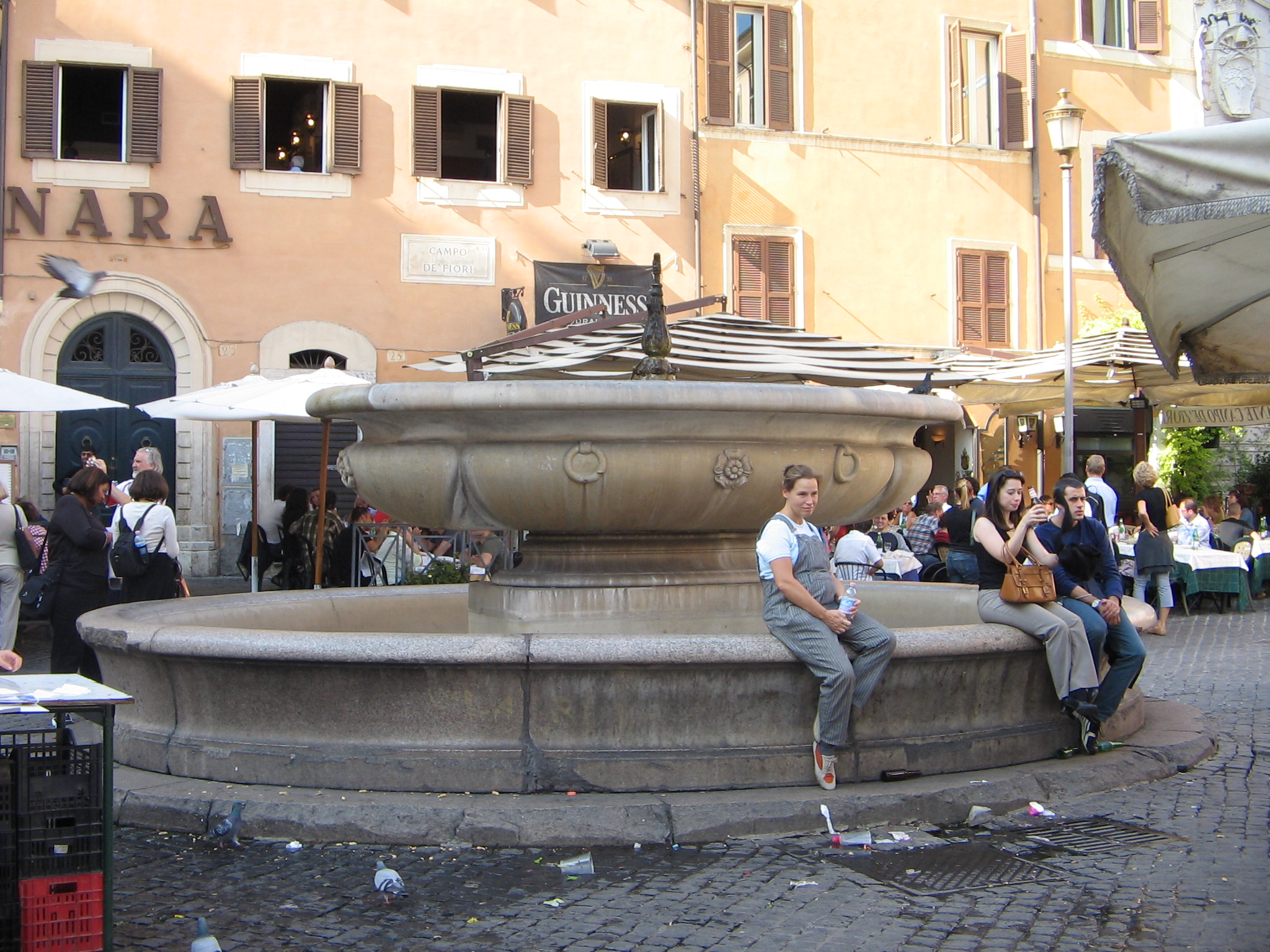
La fontana della terrina